# Greyhill Incident
Greyhill Incident é um jogo eletrônico de survival horror desenvolvido pela Refugium Games e publicado pela Perp Games em junho de 2023 para Windows, PlayStation 4, PlayStation 5 e Xbox Series X e Series S. O jogo gira em torno de uma invasão alienígena na cidade fictícia de Greyhill. Seu enredo, sua jogabilidade e seus diálogos receberam críticas majoritariamente negativas dos críticos, mas seu design visual e de cenário foram elogiados.

## Jogabilidade
O jogo se passa em 1992 na cidade fictícia de Greyhill, que é aterrorizada por uma invasão alienígena de greys. O jogador controla Ryan Baker, um teórico da conspiração cujo filho é abduzido pelos extraterrestres. Sua premissa foi comparada à de filmes como Sinais (2002), Men in Black (1997) e Independence Day (1996), bem como à da série de televisão The X-Files.
Jogadores devem evitar alienígenas usando as mecânicas de furtividade do jogo para se esconder em carros e latas de lixo, por exemplo, enquanto completam missões para ajudar os outros residentes da cidade. O jogador pode enfrentar alienígenas com um taco de beisebol e um revólver, mas a munição é limitada no jogo. Ele também pode usar uma lanterna manual.

## Desenvolvimento
Greyhill Incident é o primeiro jogo da desenvolvedora independente Refugium Games. A Refugium inicialmente planejava lançar o jogo apenas para Windows, mas colaborou com a publicadora Perp Games em 2022 para desenvolver versões para consoles. Ele foi lançado para PC através da Steam em 9 de junho de 2023, e para PlayStation 4, PlayStation 5 e Xbox Series X e Series S quatro dias depois, em 13 de junho. Uma versão em mídia física com conteúdo adicional, intitulada "Abducted Edition", foi lançada para PlayStation 5 em julho de 2023, com versões físicas para PlayStation 4 e Xbox em desenvolvimento. Essa edição permite que o jogador jogue o jogo em modo "found footage", imitando o visual de gravações de uma camcorder. Uma outra edição, a "Abducted Collectors Edition", inclui uma cópia física do jogo, a trilha sonora do jogo em mídia digital, um pedaço de jornal descrevendo os eventos do jogo e um manual para criar um chapéu de alumínio.
Antes de seu lançamento, o jogo figurou em diversas listas dos jogos de terror mais antecipados de 2023.

## Recepção
Em seu lançamento, Greyhill Incident foi recebido de forma "geralmente desfavorável" segundo o agregador de críticas Metacritic. Críticos notaram o enredo sem sentido do jogo, sua jogabilidade entediante e mecânicas de furtividade insatisfatórias, diálogos e dublagem fracos e bugs frequentes. Muitos descreveram o jogo como uma oportunidade perdida apesar de sua premissa interessante.
Travis Northup da IGN e Cade Onder da ComicBook.com compararam a escrita do jogo negativamente aos diálogos de um chatbot. A jogabilidade repetitiva e a falta de pontos de referência também foram criticados. Os cenários do jogo e design visual em geral foram elogiados pelos críticos como um de seus poucos aspectos positivos. Branden Lizardi da TheGamer elogiou o design visual do jogo mas criticou a iluminação exageradamente escura que dificulta a visão.